# Ampfer-Rindeneule

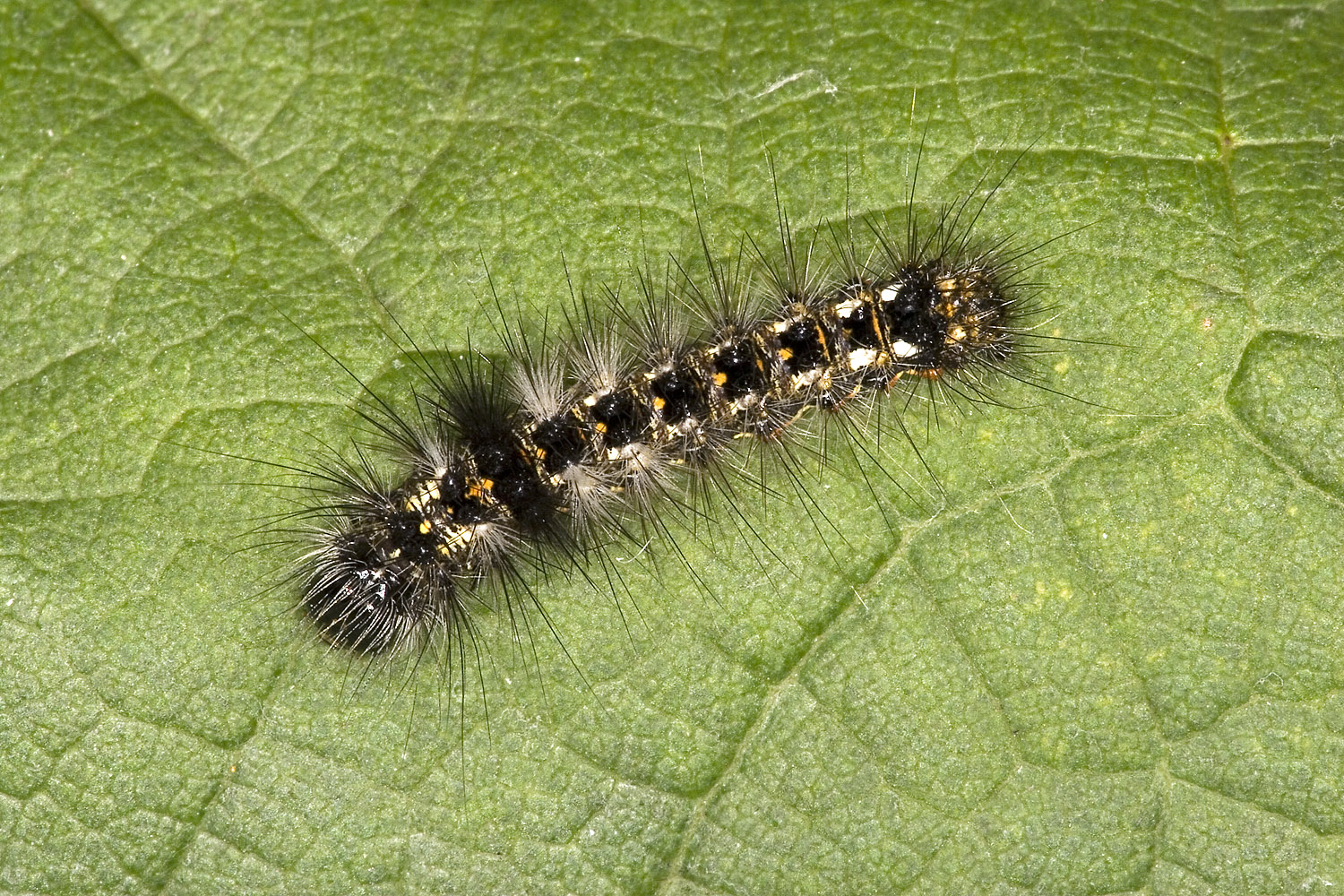
Junge Raupe der Ampfer-Rindeneule

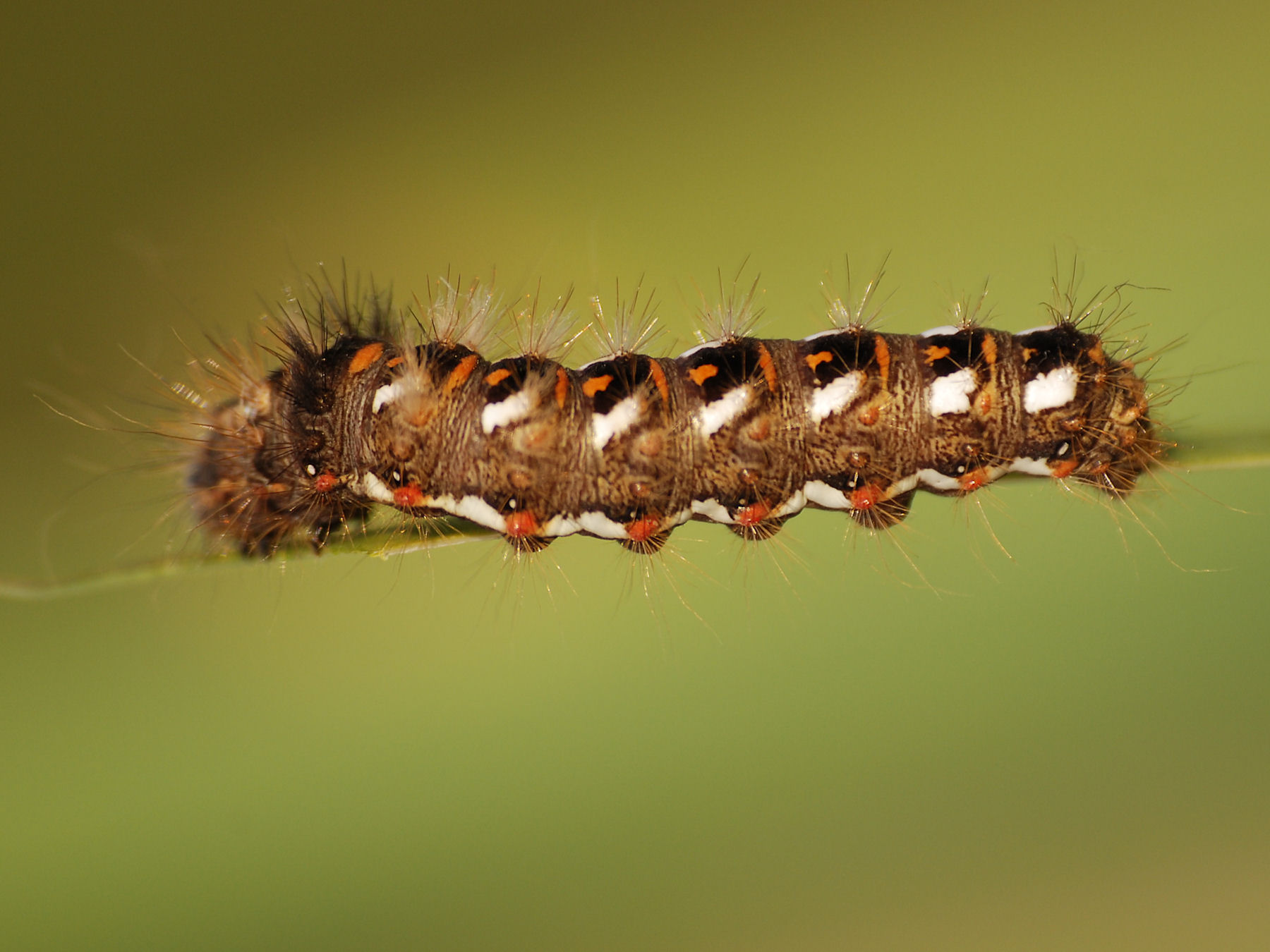
Ausgewachsene Raupe, lateral

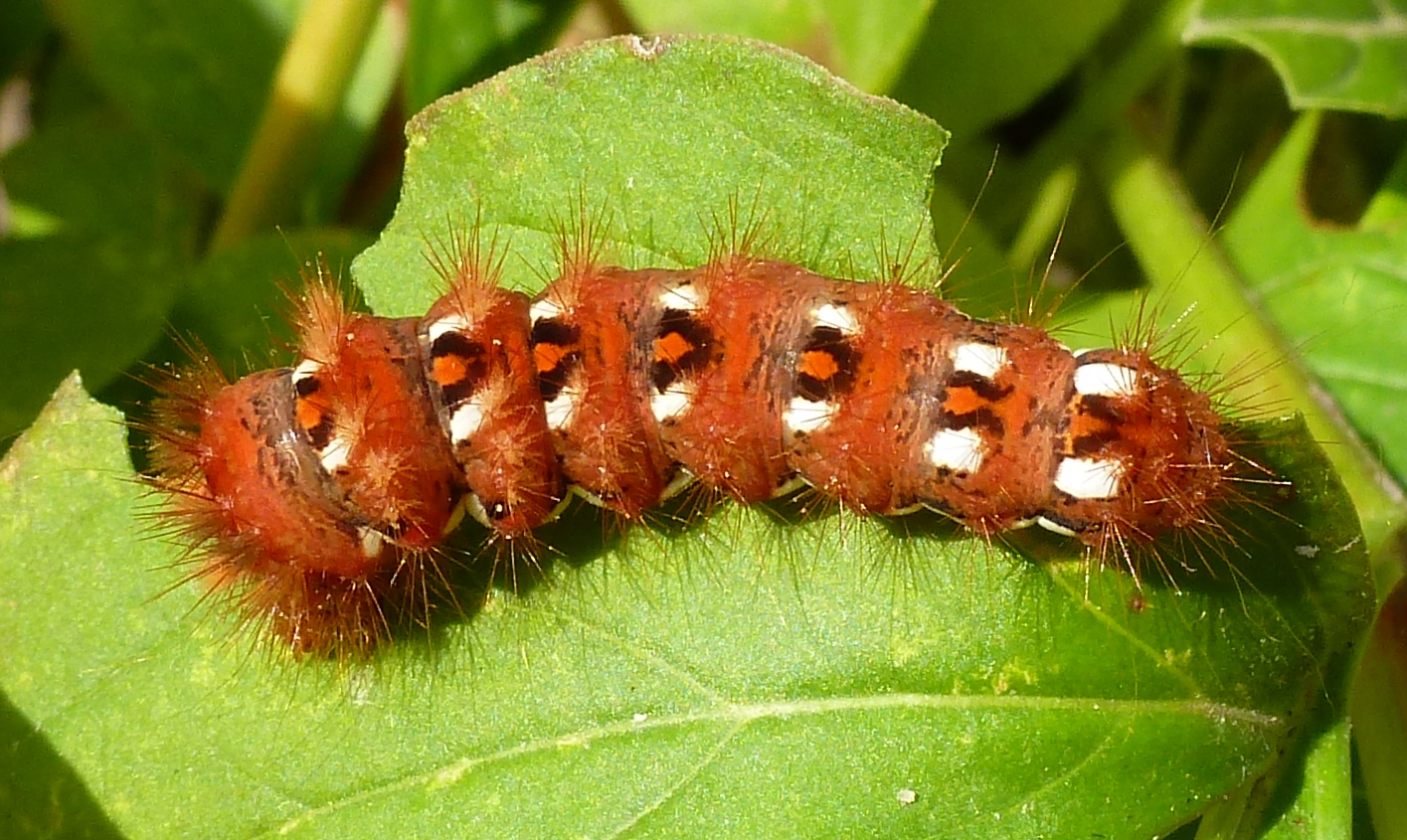
Ausgewachsene Raupe, dorsal

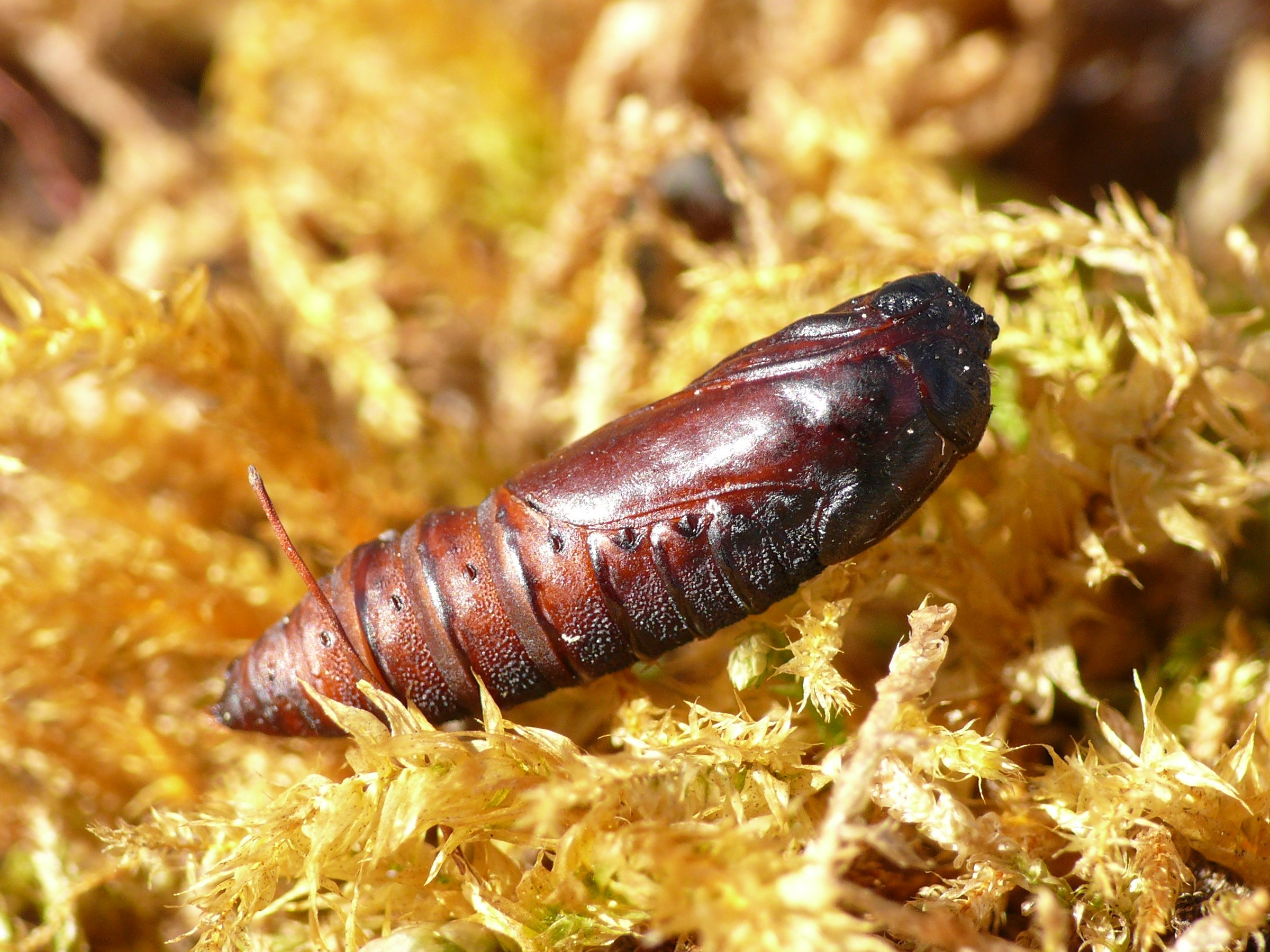
Puppe der Ampfer-Rindeneule

Die Ampfer-Rindeneule (Acronicta rumicis), auch Ampfereule ist ein Schmetterling (Nachtfalter) aus der Familie der Eulenfalter (Noctuidae).

## Merkmale
Die Falter erreichen eine Flügelspannweite von 34 bis 40 Millimetern. Die Grundfarbe der Vorderflügel ist dunkelbraungrau, oft mit einer olivfarbenen Tönung. Der Wurzelstrich ist eher fleckenartig, ebenso der tornale Strich; außerdem ist ein kurzer Strich im Mittelfeld entlang A1 ausgebildet. Oft ist ventral des tornalen Strichs ein weißer Punkt vorhanden. Die innere und äußere Querlinie ist schwarz und doppelt gezeichnet und gezackt. Die äußere Querlinie ist zwischen dem tornalen Strich und dem Hinterrand stark gewinkelt und springt nach innen zurück. Der Mittelschatten ist bei den meisten Exemplaren schmal oder verwischt. Die Saumlinie ist lediglich durch eine Reihe sehr kleiner Punkte angedeutet. Die Ringmakel ist rund und wie die Nierenmakel schwarz gerandet. Die Ringmakel zeigt oft einen winzigen schwarzen Punkt in der Mitte der Makel. Die Fransen sind grau mit schmalen interneuralen Strichen. Die Hinterflügel sind braungrau mit einer breiten, subapikalen, braunen Binde. Die Fransen sind hellbraun. Die Unterseite der Vorderflügel sind dunkelbraungrau, die Unterseite der Hinterflügel hellbraungrau, beide mit breiten schwarzen Binden und einem Diskalfleck. Es kommen auch schwarzgraue oder komplett schwarze, melanistische Individuen vor. Kopf und Thorax sind dunkelbraungrau gefärbt.
Das Ei ist abgeflacht-kegelförmig mit stumpfer Spitze. Es ist zunächst gelblich und wird später karminrot mit weißen Flecken, die ineinanderfließen. Die Oberfläche weist schwache und unregelmäßige Längsrippen auf.
Die Raupen werden bis 38 mm lang. Sie haben eine rot- oder graubraune Grundfarbe und tragen am ganzen Körper graue oder braune Haarbüschel. Entlang des Rückens verlaufen rote Punkte, die beiderseits von weißen Flecken flankiert sind. Auf Höhe der Stigmen verläuft eine weißlich-gelbe, durch rote Partien unterbrochene, breite Längslinie.
Die dunkelbraune bis schwarzbraune Puppe, bei der drei Hinterleibssegmente hellbraun gefärbt sind besitzt am Kopf zwei stumpfe Spitzen. Der Kremaster ist relativ kurz und mit geraden Borsten besetzt.

## Geographische Verbreitung und Lebensraum
Die Ampfer-Rindeneule kommt in fast ganz Europa vor. Sie fehlt lediglich in einigen Gebieten von Nordwestskandinavien, in Nordskandinavien und Nordrussland. Außerhalb Europas ist die Ampfereule in Nordwestafrika, in Kleinasien, dem Nahen Osten (Libanon, Syrien, Israel, Jordanien), Zypern, Kaukasusgebiet, Irak, Iran, Afghanistan, Nordwestindien, im Norden vom Uralgebirge durch Sibirien zum Fernen Osten (Russischer Ferner Osten, Mongolei, Nordchina, Korea) vertreten.
Die Tiere kommen in fast allen Lebensräumen vor und sind überall sehr häufig. Im Gebirge steigen sie bis auf 1500 m über NN an.

## Lebensweise
Die Ampfer-Rindeneule bildet zwei Generationen im Jahr, deren Falter von Mitte April bis Mitte Juli und von Ende Juli bis Anfang September fliegen. Gelegentlich wird auch eine unvollständige dritte Generation ausgebildet. Die Falter sind nachtaktiv und kommen an künstliche Lichtquellen und besuchen auch den Köder.
Die Raupen ernähren sich polyphag von den verschiedensten krautigen Pflanzen, Stauden, Sträucher und auch Bäumen, wie beispielsweise von Sal-Weide (Salix caprea), Brennnesseln (Urtica), Stumpfblättrigem Ampfer (Rumex obtusifolius), Brombeeren (Rubus fruticosus), Zypressen-Wolfsmilch (Euphorbia cyparissias), Besenheide (Calluna vulgaris), Spitzwegerich (Plantago lanceolata), Wiesen-Flockenblume (Centaurea jacea) oder Gewöhnlichem Löwenzahn (Taraxacum sect. Ruderalia). Ebert et al. (1997) listen fast 40 Raupennahrungspflanzenarten der Gattungen Douglasien (Pseudotsuga), Lärchen (Larix), Binsen (Juncus), Weiden (Salix), Hainbuchen (Carpinus), Birken (Betula), Ampfer (Rumex), Rhabarber (Rheum), Vogelknöteriche (Polygonum), Bergenien (Bergenia), Rosen (Rosa), Rubus, Prunus, Hauhecheln (Ononis), Pelargonien (Pelargonium), Wolfsmilch (Euphorbia), Malven (Malva), Blutweideriche (Lythrum), Heidelbeeren (Vaccinium), Besenheide (Calluna), Gilbweiderich (Lysimachia), Basilikum (Ocimum), Wegeriche (Plantago), Karden (Dipsacus), Flockenblumen (Centaurea), Löwenzahn (Taraxacum), „Disteln“ und Wiesenknopf (Sanguisorba).
Die Raupen sind tag- und nachtaktiv und sitzen nachts und tagsüber frei auf der Vegetation. Sie verpuppen sich am Boden oder in der Vegetation in einem pergamentartigen, graubraunen Kokon. Die Puppe überwintert.

## Gefährdung
Die Art ist in Deutschland nicht gefährdet.

## Systematik
Acronicta rumicis wird von Fibiger et al. (2009) zusammen mit A. auricoma, A. orientalis, A. menyanthidis, A. euphorbiae und A. cinerea in die Untergattung Viminia Chapman, 1890 gestellt. Weitere Arten der Untergattung kommen im Fernen Osten vor. Fibiger et al. (2009) scheiden keine Unterarten aus.